# Baie de Vostok
Pour les articles homonymes, voir Vostok.

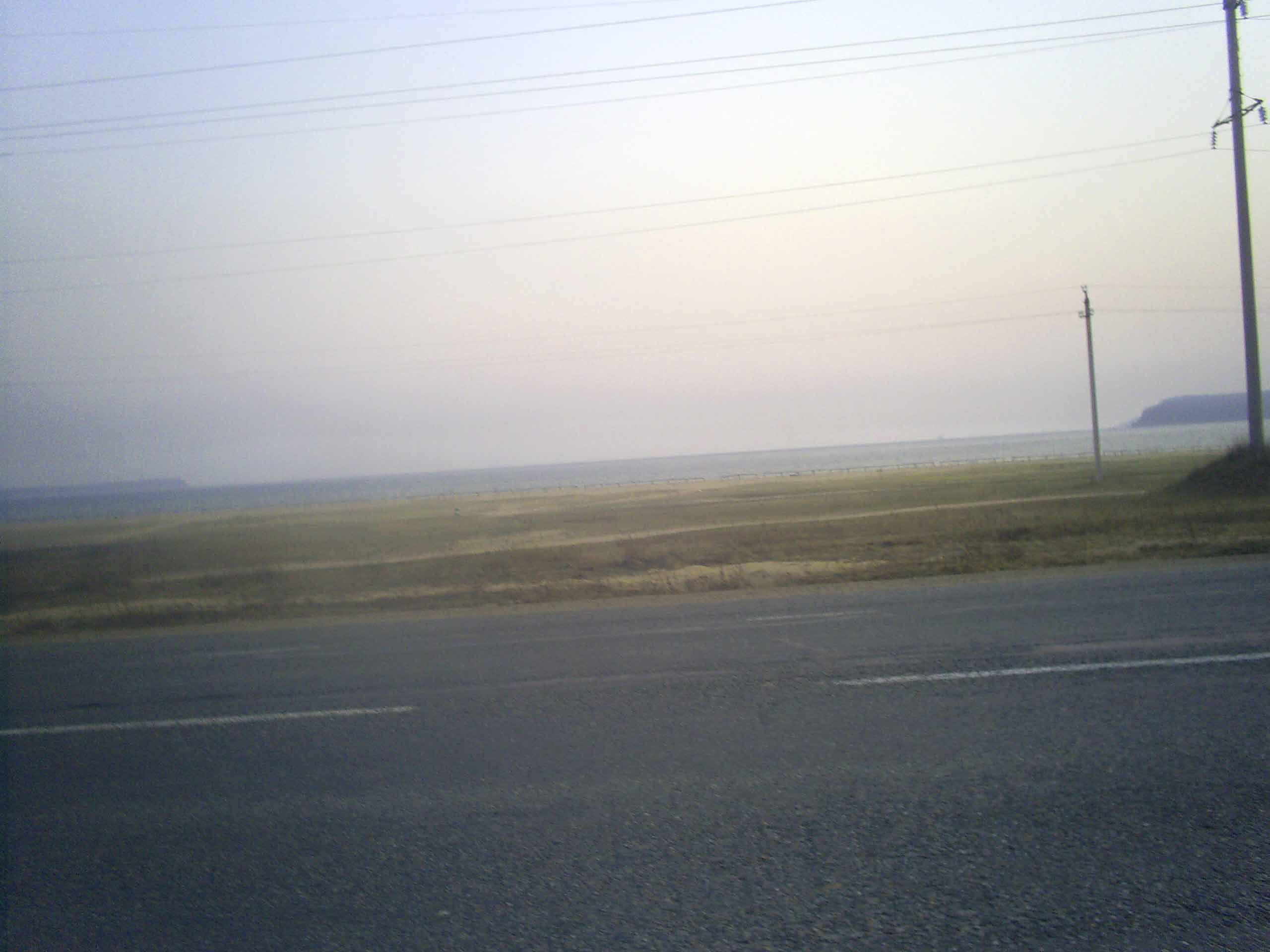
La baie de Vostok vue de Volchanets.

La baie de Vostok, (russe : залив Восток), est une petite (15x6 km) baie de la mer du Japon à l'ouest de la péninsule de Troudny. Elle fait partie du golfe de Pierre-le-Grand.
La baie de Vostok ne connaît pas de problèmes écologiques et constitue une zone récréative en été.
Les principales villes sur la côte sont Nakhodka, Ioujno-Morskoï et Voltchanets.